# Фредерик Зајдел
Фредерик Зајдел (енгл. Frederick Seidel; Сент Луис, 19. фебруар 1936) амерички је песник. Рођен је у богатој јеврејској породици руских емиграната. Школовао се на Харварду, младост провео путујући по Европи, да би се почетком шездестих трајно настанио у Њујорку. Жири, у саставу Роберт Лоуел, Лујза Боган и Стенли Куниц, наградио је његову прву збирку песама Коначне одлуке (Final Solutions, 1963) наградом коју је расписао јеврејски културни центар из Њујорка, али је одбор центра одбио да штампа збирку због наводног антикатолицизма, антисемитизма и увредљивог тона појединих песама. Угледни чланови жирија су због овакве одлуке поднели оставку, а песничка збирка је, услед насталог скандала, добила широки простор у медијима. Овакве супротне реакције критичара и публике, између згражавања и похвала, пратиле су и друге Зајделове песничке књиге, иако ниједна није достигла ниво контроверзи као прва. Песничка збирка Зора (Sunrise, 1979), награђена је Наградом америчке критике за поезију, док су песничке књиге Ићи брзо (Going Fast, 1998) и Уга-буга (Ooga-Booga, 2006) биле у ужем избору за Пулицерову награду. Зајделово издање сабраних песама Песме (1959-2009) обухвата педесет година стваралаштва на приближно петсто страна.
Зајделова рана поезија је довођена у везу са стваралаштвом Роберта Лоуела због пророчког гласа и спремности да у своје стихове укључи историјске догађаје. Такође је поређена са песмама Силвије Плат, услед заједничке тежње ка стапању личних драма са актуелним политичким догађајима. У његовим стиховима присутни су мрачни и сексуално узнемирујући мотиви, због чега је цинично описиван као песник којег је двадесети век заслужио. Његово лирско ја често је обликовано у персону недопадљивог естете оптерећеног елитним материјализмом, оличеним у одседању у скупим хотелима, сексу са млађим девојкама, Дукати моторима или ношењу ручно прављених ципела. Са друге стране, ову песничку маску Зајдел редовно иронизира, претварајући је у карикатуру. Своје песме пева подједнако у слободном стиху као и у метру. Дејвид Ор је његово стваралаштво поредио са виолинистом који, након виртуозне изведбе Паганинијеве композиције, разбија виолину о зид. Ор је даље истакнуо да је такав спој варварства и елеганције једно од Зајделових изузетних достигнућа. Овакви коментари у складу су са његовим познатим поетичким исказом: Пиши задивљујуће о ономе што људи не желе да чују.

## Дела
- Коначне одлуке (Final Solutions, 1963)
- Зора (1979)
- Мушкарци и жене: Нове и одабране песме (Men and Woman: New and Selected Poems, 1984)
- Песме 1959-1979 (Poems, 1959-1979, 1989)
- Ових дана (These Days, 1989)
- Мој Токио (My Tokyo, 1993)
- Ићи брзо  (Going Fast, 1998)
- Космичке песме (The Cosmos Poems, 2000)
- Живот на земљи (Life on Earth, 2001)
- (2002)
- Космичка трилогија (The Cosmos Trilogy, 2003)
- Уга-Буга (Ooga-Booga, 2006)
- (2008)
- Сабране песме: 1959-2009 (Collected Poems: 1959-2009, 2009)
- Лепо време (Nice Weather, 2012)
- (2016)